# 塞纳河畔讷维尔
塞纳河畔讷维尔（法語：Neuville-sur-Seine，法語發音：[nøvil syʁ sɛn]）是法国奥布省的一个市镇，位于该省东南部，属于特鲁瓦区。

## 地理
塞纳河畔讷维尔（48°2'31"N, 4°24'41"E）面积14.42 平方千米，位于法国大東部大區奥布省，该省份为法国中北部省份，北起马恩省，西接塞纳-马恩省，西南至约讷省，东南至科多尔省，东临上马恩省。
与塞纳河畔讷维尔接壤的市镇（或旧市镇、城区）包括：莱涅河畔巴尔诺、比克瑟伊、乌尔斯河畔塞勒、塞纳河畔日耶、朗德勒维尔、莱里塞。

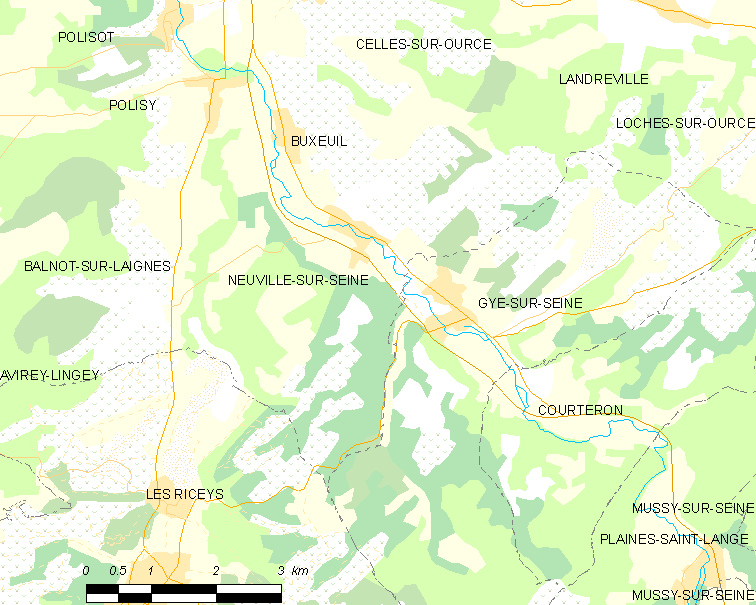
塞纳河畔讷维尔的OSM定位图

塞纳河畔讷维尔的时区为UTC+01:00、UTC+02:00（夏令时）。

## 行政
塞纳河畔讷维尔的邮政编码为10250，INSEE市镇编码为10262。

## 政治
塞纳河畔讷维尔所属的省级选区为塞纳河畔巴尔县。

## 人口

1962-2008年间塞纳河畔讷维尔人口变化图示

塞纳河畔讷维尔于2022年1月1日时的人口数量为383人。